# Пептон
Пептон (англ. Peptone) — препарат, отриманий з молока та м'яса тварин під дією протеолітичних ферментів (якщо використовується трипсин, пептон має назву триптон). Крім коротких пептидів, пептон зазвичай містить жири, метали, солі, вітаміни та багато інших органічних речовин. Пептон широко використовується для створення живильного середовища для вирощування бактерій та грибків.